# Ōuchi Yoshitaka
Ōuchi Yoshitaka est un nom japonais traditionnel ; le nom de famille (ou le nom d'école), Ōuchi, précède donc le prénom (ou le nom d'artiste).
Ōuchi Yoshitaka (大内 義隆, né le 18 décembre 1507 et mort le 30 septembre 1551) est un daimyo de la province de Suō et un fils d'Ōuchi Yoshioki.
En 1522, il combat le clan Amago en compagnie de son père, Yoshioki, pour prendre le contrôle de la province d'Aki. Au décès de Yoshioki en 1528, Yoshitaka devient chef du clan Ōuchi. Dans les années 1530, il mène une action militaire dans la partie nord du Kyūshū et défait le clan Shoni pour s'emparer de la région. Ses arrières une fois sécurisés, il reprend la lutte avec le clan Amago en 1540 et, en 1541, parvient à contrôler complètement la province d'Aki.
En 1542 cependant, une expédition dans la province d'Izumo se termine en désastre à l'issue duquel Yoshitaka perd son fils adopté Ōuchi Harumochi ainsi qu'un grand nombre d'hommes face à Amago Haruhisa. Il perd alors toute ambition d'expansion de ses domaines et consacre son énergie aux arts et à la culture. Ses vassaux se divisent en deux factions. Ceux conduits par Sagara Taketō veulent que le clan Ōuchi ne fasse tout simplement rien de plus que de maintenir le contrôle de leurs domaines actuels, tandis que ceux dirigés par Sue Harukata veulent continuer à s'étendre. Yoshitaka choisit les premiers pour conseillers et en 1551, la faction dirigée par Sue Harukata se révolte et tente de prendre le contrôle du clan Ōuchi. Les troupes étant sous l'autorité de Harukata, il suffit de quelques jours à ce dernier pour s'emparer du pouvoir et Yoshitaka est contraint de commettre le seppuku, après avoir composé son poème d'adieu:
Tant le vainqueur

et que les vaincus ne sont

que des gouttes de rosée,

mais des éclairs –

ainsi devrions-nous voir le monde.

## Source de la traduction
- (en) Cet article est partiellement ou en totalité issu de l’article de Wikipédia en anglais intitulé « Ōuchi Yoshitaka » (voir la liste des auteurs).